# Santana do Mato
Santana do Mato is een plaats (freguesia) in de Portugese gemeente Coruche en telt 1 258 inwoners (2001).